# Hardwick (Buckinghamshire)
Hardwick – wieś w Anglii, w hrabstwie Buckinghamshire, w dystrykcie (unitary authority) Buckinghamshire. Leży 63 km na północny zachód od centrum Londynu. W 2001 miejscowość liczyła 314 mieszkańców.